# Rak kory drzew owocowych

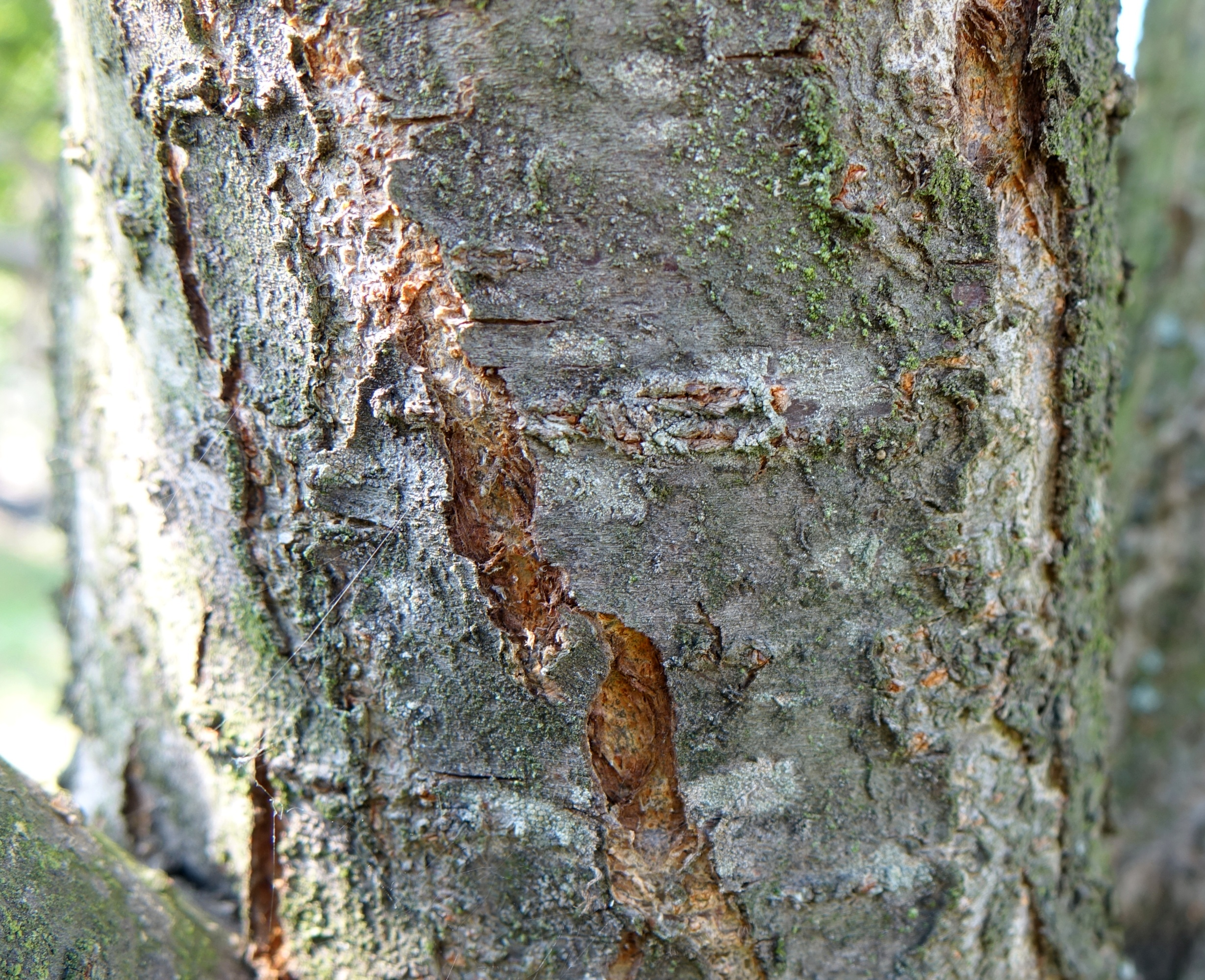
Rak kory drzew owocowych na śliwie

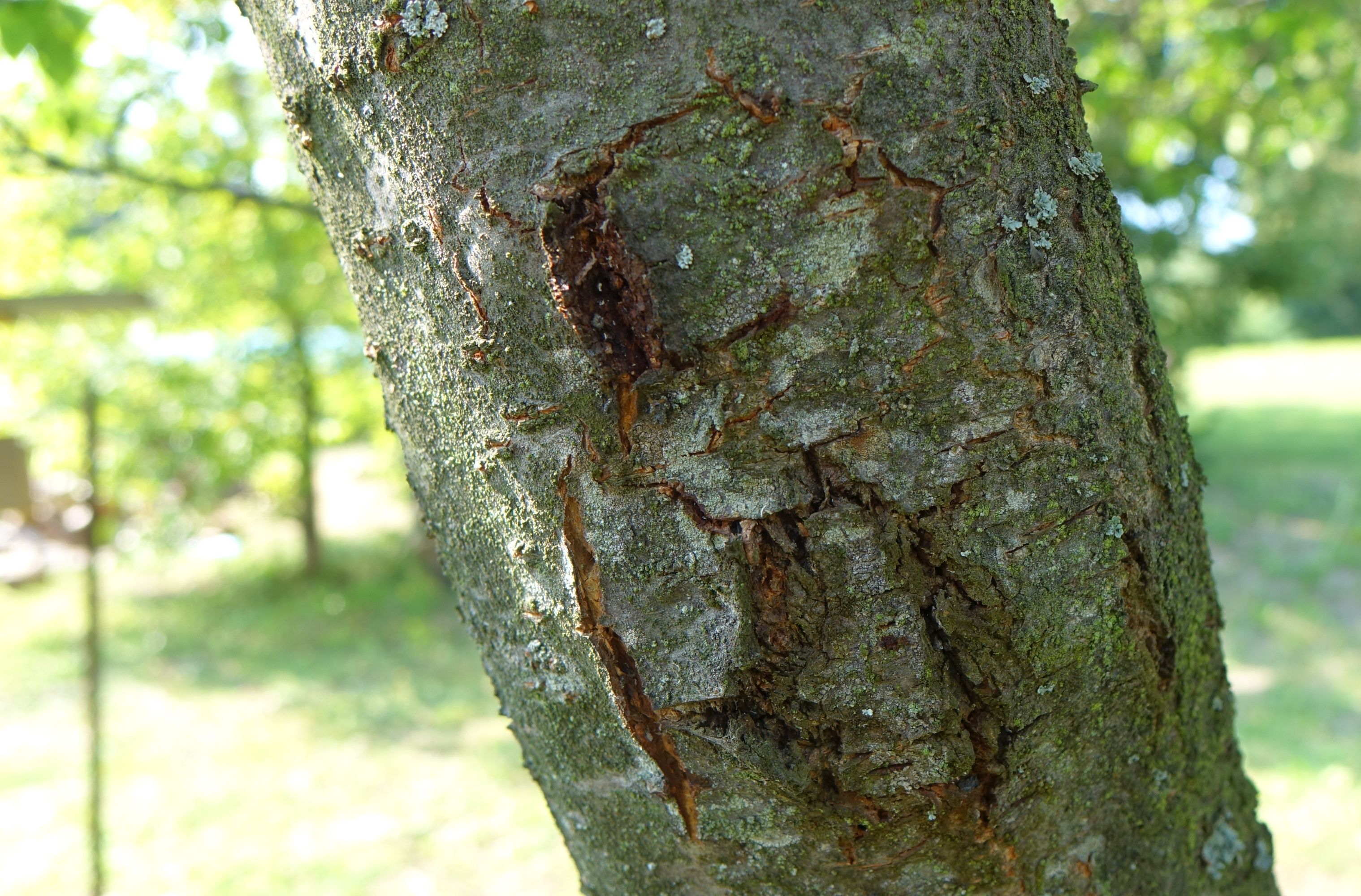
Rak kory drzew owocowych na śliwie

Rak kory drzew owocowych – choroba drzew owocowych wywołana przez Diaporthe perniciosa.

## Objawy
Jest to choroba z grupy raków atakująca drzewa ziarnkowe i pestkowe. Na drzewach ziarnkowych występuje ponadto rak kory drzew ziarnkowych wywołany przez Potebniamyces pyri.
U jabłoni i gruszy pierwszym objawem choroby są pojawiające się w niektórych miejscach pędów ciemnobrunatne plamy. Z czasem w ich miejscu kora staje się znekrotyzowana, szorstka, pofałdowana i zapada się. Wierzchołki młodych pędów czasami obumierają. Sąsiednie nekrozy mogą się z sobą łączyć tworząc duży obszar obumarłej kory. Gdy obejmie to cały obwód pędu, wówczas pęd powyżej tego miejsca gwałtownie więdnie i obumiera. W obrębie plam pojawiają się owocniki grzyba – pyknidia.
U drzew pestkowych porażona kora pozostaje gładka, czasami jednak zapada się. Tworzą się wówczas podłużne, głębokie szczeliny, w których widoczne jest gołe drewno.

## Epidemiologia
Dominującą morfą jest anamorfa. Tworzy ona dwa rodzaje zarodników konidialnych:
- nitkowate, zazwyczaj z jednym końcem zagiętym, o wymiarach 12–25 × 1,5–2 µm,
- owalne, czasami nieco zagięte, o wymiarach 7–9 × 2–3 µm[2].

Teleomorfa jest saprotrofem, powstaje rzadko, tylko na martwych gałęziach. Tworzy w skupiskach perytecja, w których powstają dwukomórkowe, szkliste askospory. Źródłem infekcji pierwotnej są zarówno konidia, jak i askospory. Infekują rośliny przez różnego rodzaju zranienia.

## Ochrona
Można zapobiegać chorobie przez szereg działań:
- Przy porażeniu pojedynczych gałęzi i konarów wycinanie ich poniżej infekcji. Usunięte konary należy spalić;
- Usuwanie obumarłych drzew;
- Po cięciu, gradobiciu, uszkodzenia mrozowe drzewa opryskuje się fungicydami benzymidazolowymi, zawierającymi guanidynę lub IBE;
- Duże rany smaruje się maścią ogrodniczą lub farbą emulsyjną z 2% dodatkiem środków benzymidazolowych[2].